# Élections législatives de 1951 en Seine-et-Marne
Les élections législatives françaises de 1951 se tiennent le 17 juin. Ce sont les deuxièmes élections législatives de la Quatrième République.

## Mode de scrutin
Représentation proportionnelle plurinominale suivant la méthode du plus fort reste dans 103 circonscriptions, conformément à la loi des apparentements : les listes qui se sont « apparentées » avant l'élection remportent tous les sièges de la circonscription si leurs voix ajoutées obtiennent la majorité absolue des suffrages exprimés. Il y a 629 sièges à pourvoir.
Le vote préférentiel est admis. 
Dans le département de Seine-et-Marne, cinq députés sont à élire.

## Candidats

### Liste d'union républicaine, résistante et antifasciste présentée par le Parti communiste français
| N° | Candidats | Candidats        | Parti | Principales fonctions                                                                                  |
| -- | --------- | ---------------- | ----- | --- |
| 01 |           | Laurent Casanova | PCF   | Député sortant, ancien officier des FTP, ancien Ministre                                               |
| 02 |           | André Gautier    | PCF   | Député sortant, ouvrier du bâtiment, ancien officier des FTP, Médaille de la Résistance                |
| 03 |           | Lucie China      | PCF   | Dactylographe, conseillère générale du canton de Claye-Souilly, conseillère municipale de Villeparisis |
| 04 |           | André Carrez     | PCF   | Ouvrier du bâtiment, conseiller général du canton de Dammartin-en-Goële, maire de Mitry-Mory           |
| 05 |           | Edmond Marciel   | PCF   | Professeur, conseiller municipal de Meaux                                                              |

### Liste du Rassemblement du peuple français
| N° | Candidats | Candidats      | Parti | Principales fonctions                                                                   |
| -- | --------- | -------------- | ----- | --------------------------------------------------------------------------------------- |
| 01 |           | Marc Jacquet   | RPF   | Chef d'entreprise, officier de la Résistance                                            |
| 02 |           | Jacques David  | RPF   | Conseiller général, maire de Nemours                                                    |
| 03 |           | Georges Grange | RPF   | Cheminot, sous-chef de gare à Vaires-sur-Marne                                          |
| 04 |           | Gaston Bertier | RPF   | Maire de Coulommiers, agent d'assurances                                                |
| 05 |           | André Painvin  | RPF   | Ingénieur agricole, docteur vétérinaire, conseiller général du canton de Lizy-sur-Ourcq |

### Liste d'union républicaine et d'action sociale
| N° | Candidats | Candidats      | Parti    | Principales fonctions                                                               |
| -- | --------- | -------------- | -------- | ----------------------------------------------------------------------------------- |
| 01 |           | Lucien Bégouin | RGR      | Député sortant, Président du Conseil général, conseiller général du canton de Meaux |
| 02 |           | Pierre Herbin  | RGR      | Directeur d'agence de publicité, Lagny-sur-Marne                                    |
| 03 |           | Antonin Chopin | RGR      | Président d'honneur du syndicat agricole de Montereau, maire de Saint-Germain-Laval |
| 04 |           | Marcel Lestat  | Radical  | Conseiller général du canton de Lagny-sur-Marne, maire de Chelles                   |
| 05 |           | André Picard   | Rép.ind. | Conseiller général, maire de Tournan-en-Brie                                        |

### Liste socialiste SFIO
| N° | Candidats | Candidats              | Parti | Principales fonctions |
| -- | --------- | ---------------------- | ----- | --- |
| 01 |           | René Arbeltier         | SFIO  | Médecin-chef de l'hôpital de Coulommiers, conseiller général du canton de Coulommiers, ancien député, Médaille de la Résistance   |
| 02 |           | Suzanne Barthès        | SFIO  | Docteur en médecine, ancienne conseillère générale, ancienne maire de Thorigny-sur-Marne, Médaille de la Résistance               |
| 03 |           | Alfred de Saint-Gilles | SFIO  | Directeur d'école honoraire, conseiller général du canton de Provins, maire de Sainte-Colombe                                     |
| 04 |           | André Boulloche        | SFIO  | Ingénieur des Ponts et Chaussées à Fontainebleau, ancien résistant déporté, Compagnon de la Libération, Médaille de la Résistance |
| 05 |           | Georges Raffin         | SFIO  | Professeur de l'enseignement technique à Montereau                                                                                |

### Liste de défense des libertés
| N° | Candidats | Candidats         | Parti                | Principales fonctions                                                                        |
| -- | --------- | ----------------- | -------------------- | -------------------------------------------------------------------------------------------- |
| 01 |           | André Marteau     | Défense des libertés | Agriculteur, Président de la Fédération des syndicats d'exploitants agricoles départementale |
| 02 |           | Marcel Péraudeau  | Défense des libertés | Commerçant                                                                                   |
| 03 |           | René Soulis       | Défense des libertés | Expert comptable                                                                             |
| 04 |           | Aimé Court        | Défense des libertés | Commerçant                                                                                   |
| 05 |           | Victor Honderlick | Défense des libertés | Ouvrier agricole                                                                             |

### Liste du Centre national des indépendants et paysans
| N° | Candidats | Candidats         | Parti         | Principales fonctions                        |
| -- | --------- | ----------------- | ------------- | -------------------------------------------- |
| 01 |           | Michel Clemenceau | PRL           | Ingénieur, député sortant, Moret-sur-Loing   |
| 02 |           | Pierre Escande    | PRL           | Vétérinaire, adjoint au maire de Coulommiers |
| 03 |           | André Renaudat    | PPUS          | Cultivateur                                  |
| 04 |           | Jacques Bellanger | Divers droite | Entrepreneur de travaux publics              |
| 05 |           | Paul Paty         | PPUS          | Agriculteur                                  |

### Liste du Mouvement républicain populaire
| N° | Candidats | Candidats          | Parti | Principales fonctions    |
| -- | --------- | ------------------ | ----- | ------------------------ |
| 01 |           | Arsène Couvreur    | MRP   | Publiciste               |
| 02 |           | Fernand Houdet     | MRP   | Avocat à la Cour         |
| 03 |           | Raymond Rouet      | MRP   | Employé dans l'industrie |
| 04 |           | Marguerite Bouchon | MRP   |                          |
| 05 |           | Fernand Bouly      | MRP   | Ingénieur ICAM           |

### Liste du Rassemblement des groupes républicains et indépendants français
| N° | Candidats | Candidats        | Parti | Principales fonctions                                       |
| -- | --------- | ---------------- | ----- | ----------------------------------------------------------- |
| 01 |           | Marcel Houdet    | RGRIF | Négociant, conseiller général du canton de Melun-Sud        |
| 02 |           | René Mocquiaux   | RGRIF | Ingénieur des Ponts et Chaussées, adjoint au maire de Meaux |
| 03 |           | Pierre Thibault  | RGRIF | Minotier, maire de Poigny                                   |
| 04 |           | Edmond Durot     | RGRIF | Receveur buraliste                                          |
| 05 |           | Maurice Bataille | RGRIF | Adjoint au maire de Messy                                   |

## Élus
| Député sortant    | Parti | Parti   | Député élu ou réélu | Parti | Parti   |
| ----------------- | ----- | ------- | ------------------- | ----- | ------- |
| Laurent Casanova  |       | PCF     | Laurent Casanova    |       | PCF     |
| André Gautier     |       | PCF     | André Gautier       |       | PCF     |
| Henri Lespès      |       | MRP     | Marc Jacquet        |       | RPF     |
| Lucien Bégouin    |       | Rad soc | Lucien Bégouin      |       | Rad soc |
| Michel Clemenceau |       | CNIP    | René Arbeltier      |       | SFIO    |

## Résultats

### Résultats à l'échelle du département
- Les listes du RGR-Rad, de la SFIO, de Déf. lib, du CNIP, du MRP et du RGRIF et se sont apparentées.
- Les voix cumulées de l'apparentement représentant moins de 50% des exprimés, les sièges sont répartis à la proportionnelle entre tous les partis.
- Le score de l'apparentement est considéré comme celui d'une liste pour la répartition générale, ensuite la répartition interne des sièges entre apparentées se fait également à la proportionnelle.

| Parti    | Parti      | Tête de liste     | Résultats | Résultats | Sièges |  |
| Parti    | Parti      | Tête de liste     | Voix      | %         |        |  |
| -------- | ---------- | ----------------- | --------- | --------- | ------ |  |
|          | PCF        | Laurent Casanova  | 62 012    | 30,93     | 2      |  |
|          | RPF        | Marc Jacquet      | 53 580    | 26,73     | 1      |  |
|          | RGR-Rad *  | Lucien Bégouin    | 21 798    | 10,87     | 1      |  |
|          | SFIO *     | René Arbeltier    | 21 712    | 10,83     | 1      |  |
|          | Déf. lib * | André Marteau     | 15 191    | 7,58      | 0      |  |
|          | CNIP *     | Michel Clemenceau | 11 231    | 5,60      | 0      |  |
|          | MRP *      | Arsène Couvreur   | 7 964     | 3,97      | 0      |  |
|          | RGRIF *    | Marcel Houdet     | 5 485     | 2,74      | 0      |  |
|          |            |                   |           |           |        |  |
| Inscrits | Inscrits   | Inscrits          | 248 740   | 100,00    | 5      |  |
| Votants  | Votants    | Votants           | 206 730   | 83,11     |        |  |
| Exprimés | Exprimés   | Exprimés          | 200 464   | 96,97     |        |  |